# Всероссийский научно-исследовательский институт генетики и селекции плодовых растений имени И. В. Мичурина
Всероссийский НИИ генетики и селекции плодовых растений им. И. В. Мичурина — государственное научное учреждение Российской академии сельскохозяйственных наук, старейшее селекционно-генетическое учреждение России в области плодоводства.
Старое название — Центральная генетическая лаборатория им. И. В. Мичурина (ЦГЛ).

## История института
Расположен в городе Мичуринске Тамбовской области.
Главные направлениями деятельности: фундаментальные и прикладные научные исследования в области генетики и селекции плодовых растений.
Институт вырос из питомника, основанного И. В. Мичуриным на купленном им в 1899 году участке в излучине реки Лесной Воронеж заброшенный участок площадью в 12 десятин. Фактически все работы в питомнике И. В. Мичурин проводил на собственные средства.
В 1918 году, после того как питомник был изучен представителями новых властей, Коллегия Козловского уездного комиссариата земледелия в своём заседании от 29 июня 1918 года постановила:

«Вследствие того, что плодовый питомник Мичурина при Донской слободе, в количестве 9 десятин, по имеющимся в комиссариате документальным сведениям является единственным в России по выводке новых сортов плодовых растений,… признать питомник неприкосновенным, оставив его временно до передачи в ведение Центрального комитета (Наркомзем) за уездным комиссариатом, о чем известить соответствующие волостной и местный советы, Мичурину предоставить право на пользование питомником в размере 9 десятин и просить продолжать полезную для государства работу по своему усмотрению. На производство работ выдать пособие в размере 3 000 руб., одновременно с сим сообщить о состоявшемся постановлении Московскому комиссариату земледелия (Наркомзем) с просьбой о принятии указанного питомника в своё ведение и под своё руководство».
— Бaxapeв А. Н. "Замечательная жизнь и работа И. В. Мичурина 1855—1935"
22 ноября 1918 года Народный комиссариат земледелия принял питомник в своё ведение и утвердил И. В. Мичурина в должности заведующего с правом приглашения себе помощника и необходимого штата по своему усмотрению для более широкой постановки дела.
В январе 1921 года И. С. Горшков — один из последователей и сподвижников И. В. Мичурина, пользуясь поддержкой местных органов власти, организовал репродукционное отделение питомника на землях бывшего Троицкого монастыря, который был расположен в 5 километрах от усадьбы и питомника И. В. Мичурина.
В 1923 году постановлением Совета Народных Комиссаров РСФСР питомник был признан научно-исследовательским учреждением, имеющим общегосударственное значение.
В последующем питомник был переименован в Селекционно-генетическую станцию плодовых культур, с 1934 года — в Центральную генетическую лабораторию им. И. В. Мичурина (ЦГЛ).
В 1967 году за заслуги в развитии биологической науки, выведении новых сортов плодовых и ягодных культур и подготовку научных кадров ЦГЛ имени И. В. Мичурина награждена орденом Трудового Красного Знамени.
Современное название институт получил в 1992 году и вошел в состав Российской академии сельскохозяйственных наук, преемницы ВАСХНИЛ.

## Институт сегодня

### Наука
В настоящее время Всероссийский НИИ генетики и селекции плодовых растений им. И. В. Мичурина — крупный научно-теоретический и методический центр по разработке генетических основ и методов селекции плодовых растений. При институте организован и функционирует селекцентр по плодовым, ягодным и цветочно-декоративным растениям, зона деятельности которого охватывает 18 областей Центрально-Чернозёмного района и Поволжья. Развиваются комплексные исследования с научно-исследовательскими учреждениями России и стран СНГ, а также Болгарии, Германии, Чешской Республики.
Учёными института созданы новые сорта яблок Былина, Скала, Чудесница, Успенское, которые выдерживают 40-градусные морозы.
В институте имеется богатая генетическая коллекция, насчитывающая более пяти тысяч видов, которые являются основой для проведения селекционной работы.
Профессором А. А. Зубовым получены новые сорта земляники, хорошо выдерживающие транспортировку.
Группа учёных под руководством Л. Т. Штин занимается выведением новых сортов винограда. По качеству плодов они не уступают южным, а по зимостойкости превосходят их.
В институте действует аспирантура по специальностям «Генетика» и «Селекция и семеноводство». Всего за историю института подготовлено более 200 молодых специалистов.

### Структура
В состав института входят лаборатории:
- частной генетики и селекции;
- цитогенетики и гаметной селекции;
- репродукции и ускоренного размножения плодовых растений;
- генетики иммунитета;
- генофонда;
- биотехнологии;
- физиологии и биохимии;
- отдел инновационной деятельности и научно-технической информации;
- научно-производственный отдел по научному обслуживанию выполнения научно-исследовательских работ.

На балансе института также находятся дом-музей и питомник И. В. Мичурина — одна из главных достопримечательностей г. Мичуринска.

## Известные сотрудники
- Горшков, Иосиф Степанович (1896—1965) — доктор с.-х. наук, профессор, член-корреспондент ВАСХНИЛ, директор ЦГЛ (1935—1965).
- Нестеров, Яков Степанович (1915—2006) — доктор с.-х. наук, профессор, член-корреспондент ВАСХНИЛ, директор ЦГЛ (1965—1971).
- Савельев, Николай Иванович (1949—2016) — доктор с.-х. наук, профессор, академик РАСХН, директор ВНИИГ и СПР (с 1998).
- Черненко, Семен Федорович (1877—1974) — доктор с.-х. наук, профессор; Герой Социалистического Труда, лауреат Сталинской премии (1947).
- Яковлев, Павел Никанорович (1898—1957) — доктор с.-х. наук, профессор, академик ВАСХНИЛ, лауреат Сталинской премии СССР (1941).
- Ванин, Иван Иванович (1898—1973) — фитопатолог, заведующий отделом иммунитета ЦГЛ.